# Hemerobius contumax
Hemerobius contumax is een insect uit de familie van de bruine gaasvliegen (Hemerobiidae), die tot de orde netvleugeligen (Neuroptera) behoort. 
Hemerobius contumax is voor het eerst wetenschappelijk beschreven door Tjeder in 1932.